# Telebasis corbeti
Telebasis corbeti – gatunek ważki z rodziny łątkowatych (Coenagrionidae).